# جو آلوین
جوزف متیو آلوین (انگلیسی: Joseph Matthew Alwyn؛ زادهٔ ۲۱ فوریهٔ ۱۹۹۱) بازیگر انگلیسی است. او نخستین تجربۀ بازیگری خود را به عنوان بازیگر نقش اول با درام جنگی پیاده‌روی طولانی بیلی لین بین دو نیمه (۲۰۱۶) به کارگردانی انگ لی رقم زد و سپس به عنوان بازیگر نقش مکمل در فیلم‌هایی نظیر سوگلی (۲۰۱۸)، پسر پاک شد (۲۰۱۸)، ماری ملکه اسکاتلند (۲۰۱۸) و هریت (۲۰۱۹) به ایفای نقش پرداخت. افتخارات او شامل یک جایزۀ شوپارد، یک جایزۀ گزینش منتقدان فیلم، یک جایزۀ ستلایت و یک جایزۀ گرمی است.
آلوین در رویال تانبریج ولز، کنت متولد و در لندن شمالی بزرگ شد. او از دوران نوجوانی به بازیگری علاقه نشان داد و در سال ۲۰۰۹ به تئاتر ملی جوانان پیوست. آلوین با شرکت در جشنواره ادینبرو فرینج، در دو نمایش دانشجویی ظاهر شد. او در سال ۲۰۱۲ با مدرک کارشناسی هنر ادبیات انگلیسی و هنرهای نمایشی از دانشگاه بریستول فارغ‌التحصیل شد و در سال ۲۰۱۵ کارشناسی بازیگری را از مدرسه مرکزی سلطنتی گفتار و نمایش دریافت کرد. او پس از ایفای نقش در فیلم‌های مختلف تحسین شده موفق به کسب جایزۀ شوپارد از جشنواره فیلم کن ۲۰۱۸ شد.
آلوین با نام مستعار ویلیام بووری در تهیه و نوشتن ده ترانه تیلور سوئیفت، خواننده و ترانه‌سرای آمریکایی همکاری کرده‌است. او به همراه سوئیفت ترانه‌های «تبعید»، «بتی»، «مشکلات پیش‌پاافتاده» و «جزیره کنی» را برای آلبوم‌های فولکلور و اورمور نوشت. «تبعید» در هشت کشور جهان در ده رتبۀ برتر قرار گرفت. او برای مشارکتش در آلبوم فولکلور برنده جایزۀ آلبوم سال از شصت و سومین مراسم جایزه گرمی شد. آلوین در سال ۲۰۲۲ به عنوان بازیگر اصلی در مجموعۀ درام هولو، گفتگو با دوستان و عاشقانه دلهره‌آور ستاره‌ها هنگام ظهر به ایفای نقش پرداخت که دومی برنده جایزۀ بزرگ جشنواره فیلم کن ۲۰۲۲ شد. او همچنین در سال ۲۰۲۲ از سوی مجله تایم به عنوان یکی از ۱۰۰ ستاره در حال ظهور انتخاب شده‌است.

## اوایل زندگی
آلوین در رویال تانبریج ولز، کنت، انگلستان متولد و در تافنل پارک، کرانچ اند و لندن شمالی بزرگ شد. مادر او روان‌درمان و پدرش مستندساز است. او نوه ویلیام آلوین، آهنگساز انگلیسی است.
آلوین به مدرسه لندن سیتی دعوت شد. در اواخر نوجوانی به عضویت تئاتر ملی جوانان درآمد. او در حالیکه در دانشگاه بریستول در رشته ادبیات انگلیسی مشغول تحصیل بود، در دو نمایش دانشجویی در جشنواره ادینبرا فرینج حضور یافت. پس از فارغ‌التحصیلی در سال ۲۰۰۲، او مدرک بی‌ای بازیگری خود را در مدرسه سلطنتی مرکزی گفتار و نمایش به پایان رساند.

## زندگی شخصی
آلوین از سال ۲۰۱۶ تا ۲۰۲۳ با خواننده آمریکایی تیلور سوئیفت رابطه داشت. و در بسیاری از آهنگ‌های آلبوم‌های تیلور سوئیفت مانند اعتبار (۲۰۱۶)، عاشق (۲۰۱۹)، فولکور و اورمور (۲۰۲۰) به او اشاره شده‌است.
یک منبع نزدیک به این زوج در ۸ آوریل ۲۰۲۳ (۱۹ فروردین ۱۴۰۲) تایید کرد که این دو نفر بعد از ۶ سال رابطه، از هم جدا شده اند.

## فیلم‌شناسی

### فیلم
| سال  | عنوان                                | نقش                | توضیحات |
| ---- | ------------------------------------ | ------------------ | ------- |
| ۲۰۱۶ | پیاده‌روی طولانی بیلی لین بین دو نیمه | بیلی لین           |         |
| ۲۰۱۷ | حس یک پایان                          | اِیدریان فین        |         |
| ۲۰۱۸ | عملیات نهایی                         | کلاوس ایشمن        |         |
| ۲۰۱۸ | سوگلی                                | ساموئل ماشام       |         |
| ۲۰۱۸ | پسر پاک شد                           | هنری والاس         |         |
| ۲۰۱۸ | ماری ملکه اسکاتلند                   | رابرت دادلی        |         |
| ۲۰۱۹ | هریت                                 | گیدییِن برودِس       |         |
| ۲۰۲۰ | خانم آمریکایی                        | خودش               | مستند   |
| ۲۰۲۱ | آخرین نامه از معشوقه شما             | لارنس استرلینگ     |         |
| ۲۰۲۲ | ستاره‌ها هنگام ظهر                    | دنیل دهیون         |         |
| ۲۰۲۲ | کاترین ملقب به بردی                  | جورج               |         |
| ۲۰۲۴ | انواع مهربانی                        | ارزیاب / جری/ جوزف |         |

### تلویزیون
| سال  | عنوان           | نقش       | یادداشت           |
| ---- | --------------- | --------- | ----------------- |
| ۲۰۱۹ | سرود کریسمس     | باب کرچیت | مینی‌سریال؛ ۳ قسمت |
| ۲۰۲۲ | گفتگو با دوستان | نیک کانوی | نقش اصلی، ۱۲ قسمت |

## ترانه‌شناسی
| سال  | آلبوم    | ترانه                 | اعتبار              |
| ---- | -------- | --------------------- | ------------------- |
| ۲۰۲۰ | فولکلور  | «تبعید»               | ترانه‌سرا            |
| ۲۰۲۰ | فولکلور  | «اشک‌هایم کمانه می‌کند» | تهیه‌کننده           |
| ۲۰۲۰ | فولکلور  | «آگوست»               | تهیه‌کننده           |
| ۲۰۲۰ | فولکلور  | «این منم در حال تلاش» | تهیه‌کننده           |
| ۲۰۲۰ | فولکلور  | «روابط نامشروع»       | تهیه‌کننده           |
| ۲۰۲۰ | فولکلور  | «بتی»                 | ترانه‌سرا؛ تهیه‌کننده |
| ۲۰۲۰ | اورمور   | «مشکلات پیش‌پاافتاده»  | ترانه‌سرا            |
| ۲۰۲۰ | اورمور   | «جزیره کنی»           | ترانه‌سرا            |
| ۲۰۲۰ | اورمور   | «همیشگی»              | ترانه‌سرا            |
| ۲۰۲۲ | نیمه‌شب‌ها | «حرف‌های عاشقانه»      | ترانه‌سرا            |

## جوایز و نامزدی‌ها
| سال  | کار        | جایزه                                     | دسته‌بندی                      | نتیجه    |
| ---- | ---------- | ----------------------------------------- | ----------------------------- | -------- |
| ۲۰۱۸ | خودش       | جایزه شوپارد                              | بازیگر مرد نوظهور سال         | پیروز    |
| ۲۰۱۸ | سوگلی      | انجمن منتقدان فیلم بوستون                 | بهترین گروه بازیگران          | رتبه دوم |
| ۲۰۱۸ | سوگلی      | جامعه منتقدان فیلم دیترویت                | بهترین گروه بازیگران          | نامزدشده |
| ۲۰۱۸ | سوگلی      | حلقه منتقدان فیلم فلوریدا                 | بهترین گروه بازیگران          | پیروز    |
| ۲۰۱۸ | سوگلی      | انجمن منتقدان فیلم سیاتل                  | بهترین گروه بازیگران          | نامزدشده |
| ۲۰۱۸ | سوگلی      | انجمن منتقدان فیلم منطقه واشینگتن، دی.سی. | بهترین گروه بازیگران          | پیروز    |
| ۲۰۱۸ | سوگلی      | حلقه زنان منتقد فیلم                      | بهترین گروه بازیگران          | نامزدشده |
| ۲۰۱۸ | سوگلی      | انجمن منتقدان فیلم سن دیگو                | بهترین گروه بازیگران          | رتبه دوم |
| ۲۰۱۸ | پسر پاک شد | انجمن منتقدان فیلم سن دیگو                | بهترین گروه بازیگران          | نامزدشده |
| ۲۰۱۹ | سوگلی      | جوایز گزینش منتقدان فیلم                  | بهترین گروه بازیگران          | پیروز    |
| ۲۰۱۹ | سوگلی      | انجمن منتقدان فیلم جورجیا                 | بهترین گروه بازیگران          | پیروز    |
| ۲۰۱۹ | سوگلی      | جایزه ستلایت                              | بهتریت گروه بازیگران فیلم     | پیروز    |
| ۲۰۲۱ | فولکلور    | جایزه گرمی                                | آلبوم سال                     | پیروز    |
| ۲۰۲۱ | «بتی»      | جایزه بی‌ام‌آی لندن                         | بیشترین ترانه‌های اجرا شده سال | پیروز    |
| ۲۰۲۲ | «تبعید»    | جایزه بی‌ام‌آی لندن                         | بیشترین ترانه‌های اجرا شده سال | پیروز    |
| ۲۰۲۲ | اورمور     | جایزه گرمی                                | آلبوم سال                     | نامزدشده |